# Fedelini
I fedelini o fidelini sono un formato di pasta dalla forma lunga e sottile, simili agli spaghetti ma più sottili.

## Storia

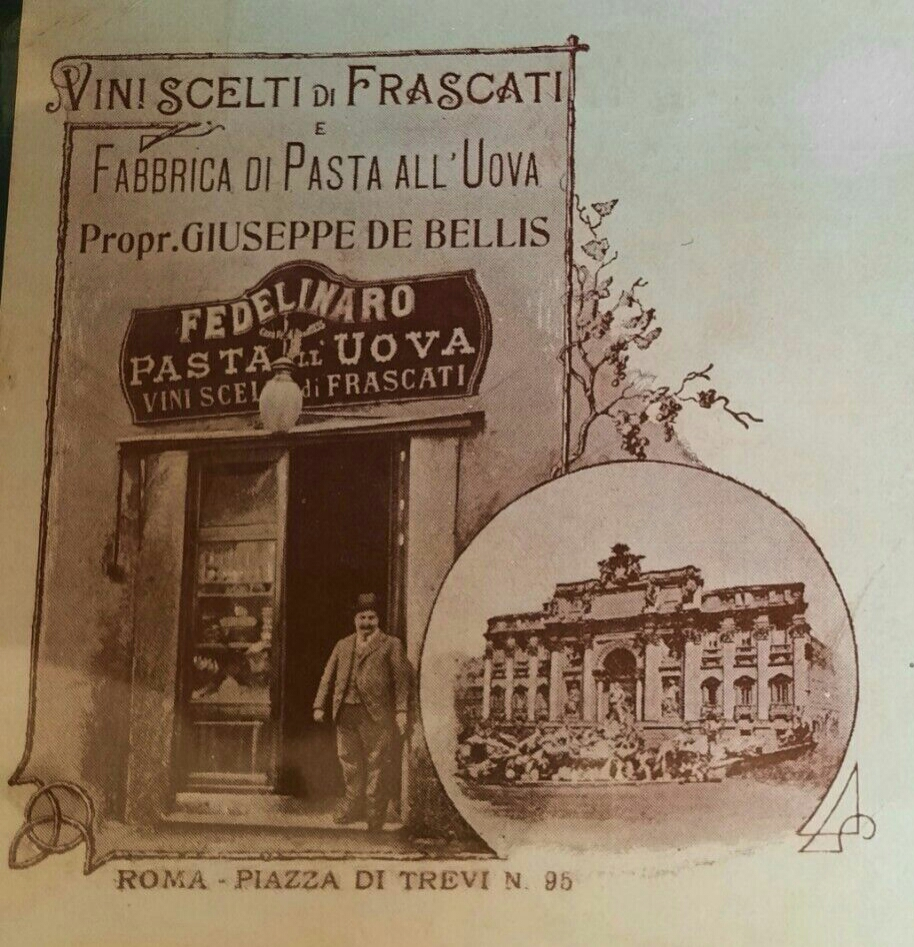
Negozio di un fedelinaro a Roma all'inizio del XX secolo

L'origine del nome di questo formato di pasta non è nota, tuttavia il termine potrebbe derivare dal latino fides (corde) o fidiculæ (cordicelle), mentre l'Accademia Reale di Spagna fa derivare la parola fideo (in castigliano: pasta alimentare a forma di corda sottile) al termine mozarabico fidāwiš (in arabo فِدَاوِش‎?), che a sua volta deriverebbe dall'arabo-andaluso. Altri filologi ritengono invece che il termine derivi da filelli e filellini come diminutivi di filo.
La produzione dei fedelini è nota fin dal XIV secolo in Provenza (fidiaux) e nella vicina Liguria, dove si iniziarono a produrre macharoni e tria, detti anche fidej o fidelli, caratteristici per la loro sottigliezza che li distingue dagli spaghetti. Nel 1574 i produttori di fidei fondarono a Genova la Corporazione dei Fidelari, seguita poi dall'Arte dei Fidelari del 1577 a Savona.

## Consumo
I fedelini possono essere serviti lessati e conditi con burro crudo e formaggio grattugiato o burro fuso aromatizzato con la salvia e formaggio, ma anche cotti nel brodo. Nella cucina napoletana i fedelini vengono impiegati per preparare gattò e lasagne al forno.
Nelle zone costiere sono conditi con sugo a base di pesce, mentre è tradizione in Abruzzo servirli la vigilia di Natale con un sugo di tonno, sarde e pomodoro.
I fidelin della Valtellina, preparati con semola di grano duro e farina integrale di grano saraceno, sono inclusi nell'elenco dei prodotti agroalimentari tradizionali lombardi.

## Nella cultura
Nel film Parenti serpenti del regista Mario Monicelli viene citata la ricetta dei fedelini in una delle scene più importanti.